# Leuconitocris sessensis
Leuconitocris sessensis é uma espécie de escaravelho da família Cerambycidae.  Foi descrito por Stephan von Breuning em 1956.

## Subespecie
- Dirphya sessensis intermediária Breuning, 1976
- Dirphya sessensis katangensis Breuning, 1970
- Dirphya sessensis sessensis (Breuning, 1956)